# Alexandr Vasilyev
Alexandr Vasilyev (n. Unión Soviética, 26 de julio de 1961) es un atleta soviético retirado especializado en la prueba de 400 m vallas, en la que ha conseguido ser subcampeón europeo en 1986.

## Carrera deportiva
En la Copa del Mundo celebrada en Canberra, Australia, en 1985, consiguió la plata en los 400 metros vallas, con un tiempo de 48.61 segundos.
En el Campeonato Europeo de Atletismo de 1986 ganó la medalla de plata en los 400 m vallas, con un tiempo de 48.76 segundos, llegando a meta tras el alemán Harald Schmid (oro con 48.65 s) y por delante del sueco Sven Nylander (bronce con 49.38 s).